# Belvárosi Általános Iskola, Alapfokú Művészetoktatási Intézmény és Logopédiai Intézet
A Belvárosi Általános Iskola, Alapfokú Művészetoktatási Intézmény és Logopédiai Intézet (röviden Belvárosi) egy önkormányzati fenntartású általános iskola Makó városában. Az intézmény múltja egészen 1545-ig nyúlik vissza. 2004 szeptembere és 2007 szeptembere között használta ezt a nevet. A logopédiai képzés és három, a Makói kistérség községének általános iskolájának hozzácsatolásával jött létre az intézmény. A 2007/2008-as tanévet már a Makói Általános Iskola Alapfokú Művészetoktatási Intézmény és Logopédiai Intézet részeként kezdte meg, mert az önkormányzat összevonta a három, kezelése alatt álló általános iskolát. A városban két épülettel (Kálvin téri épület és Bartók épület), Logopédiai Intézettel, valamint Ferencszállás, Klárafalva és Királyhegyes tagintézményekkel működött. Emellett alapfokú művészetoktatási feladatokat is ellátott. Az iskola jelenleg tagintézményként működik.
Az iskola jelmondata, mottója a Docendo Discimus volt, vagyis tanítva tanulunk.

## Története

### Kálvin épület

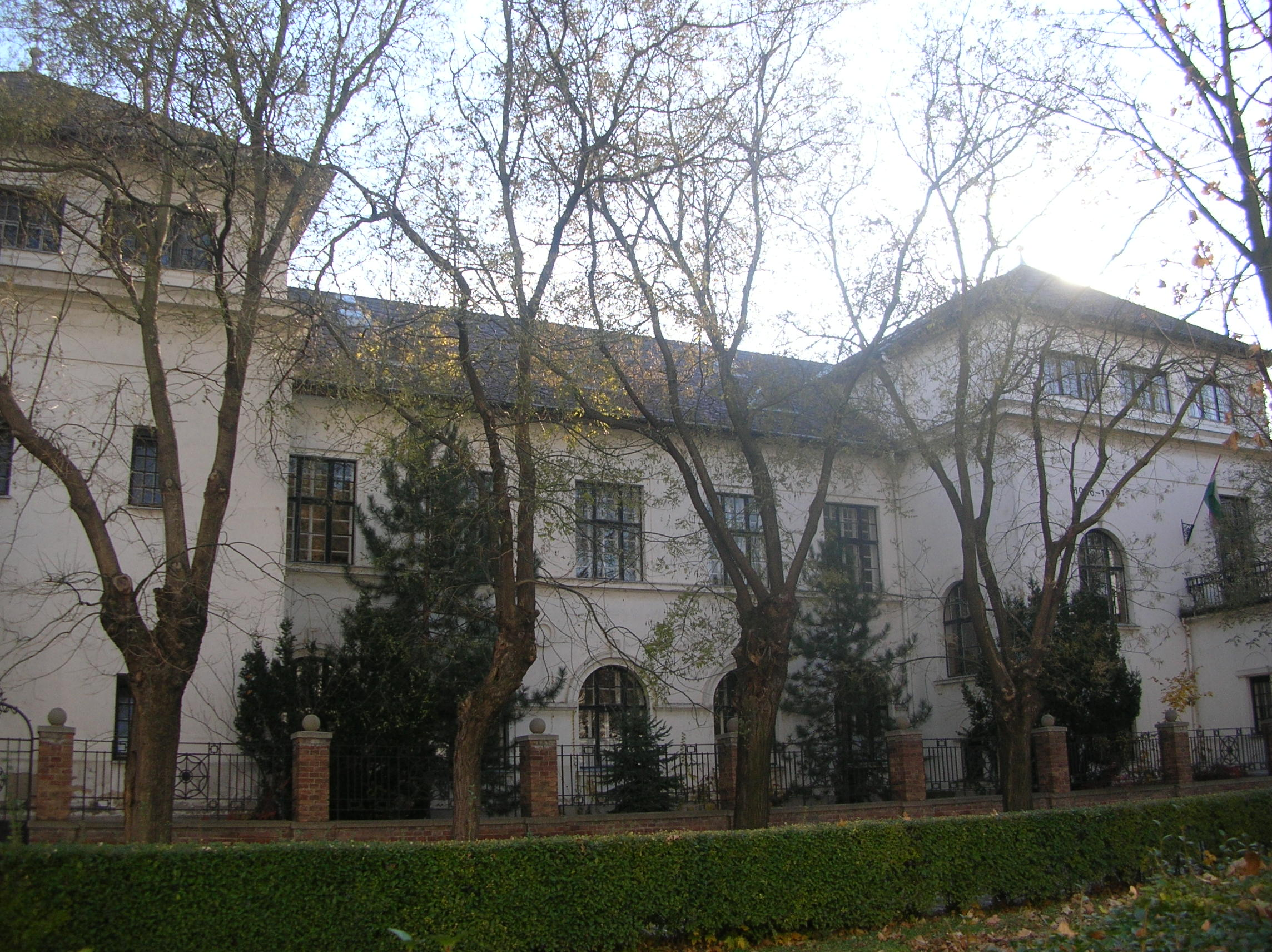
Az ún. régi épület ma

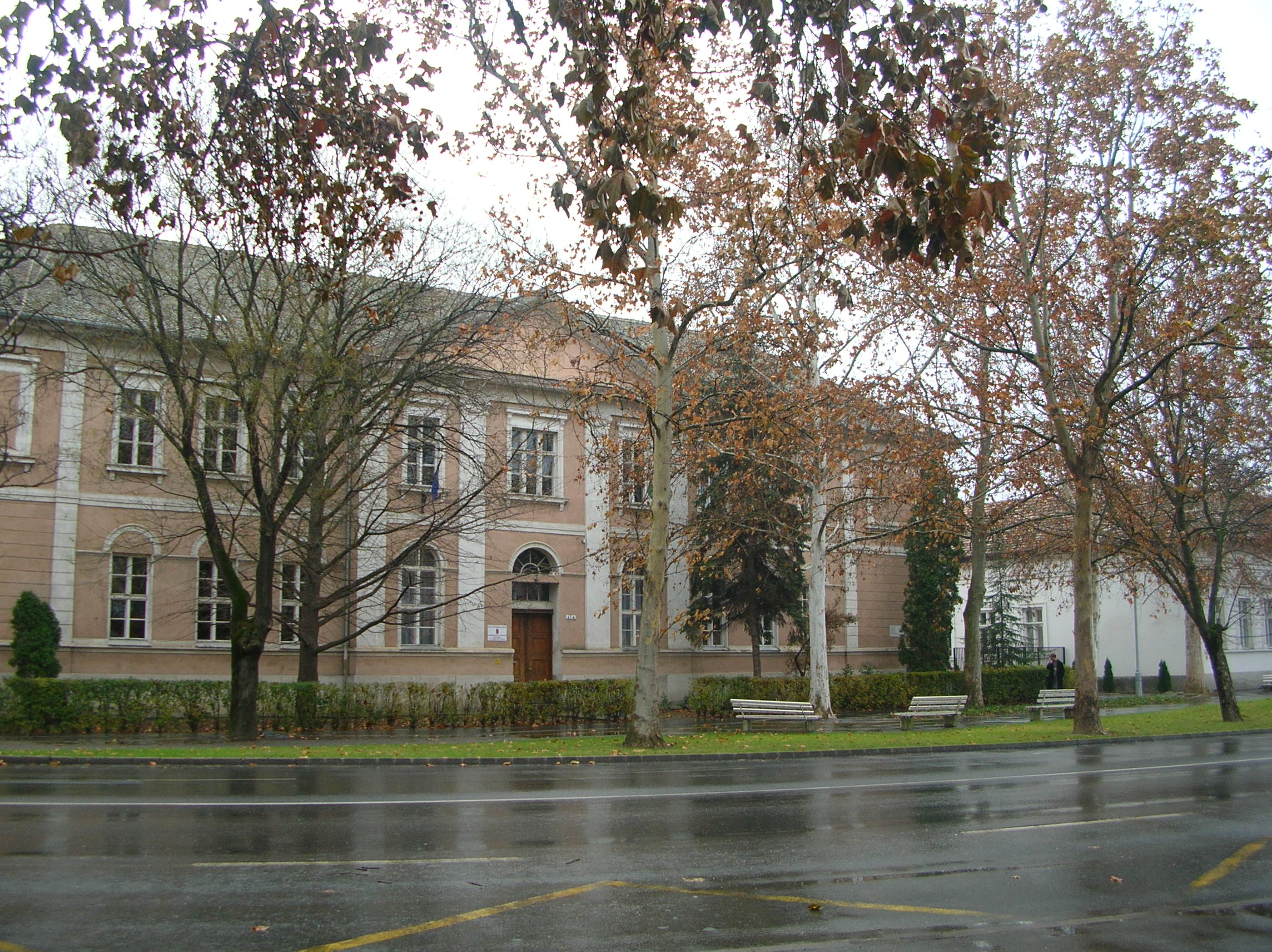
A Bartók épület (2006)

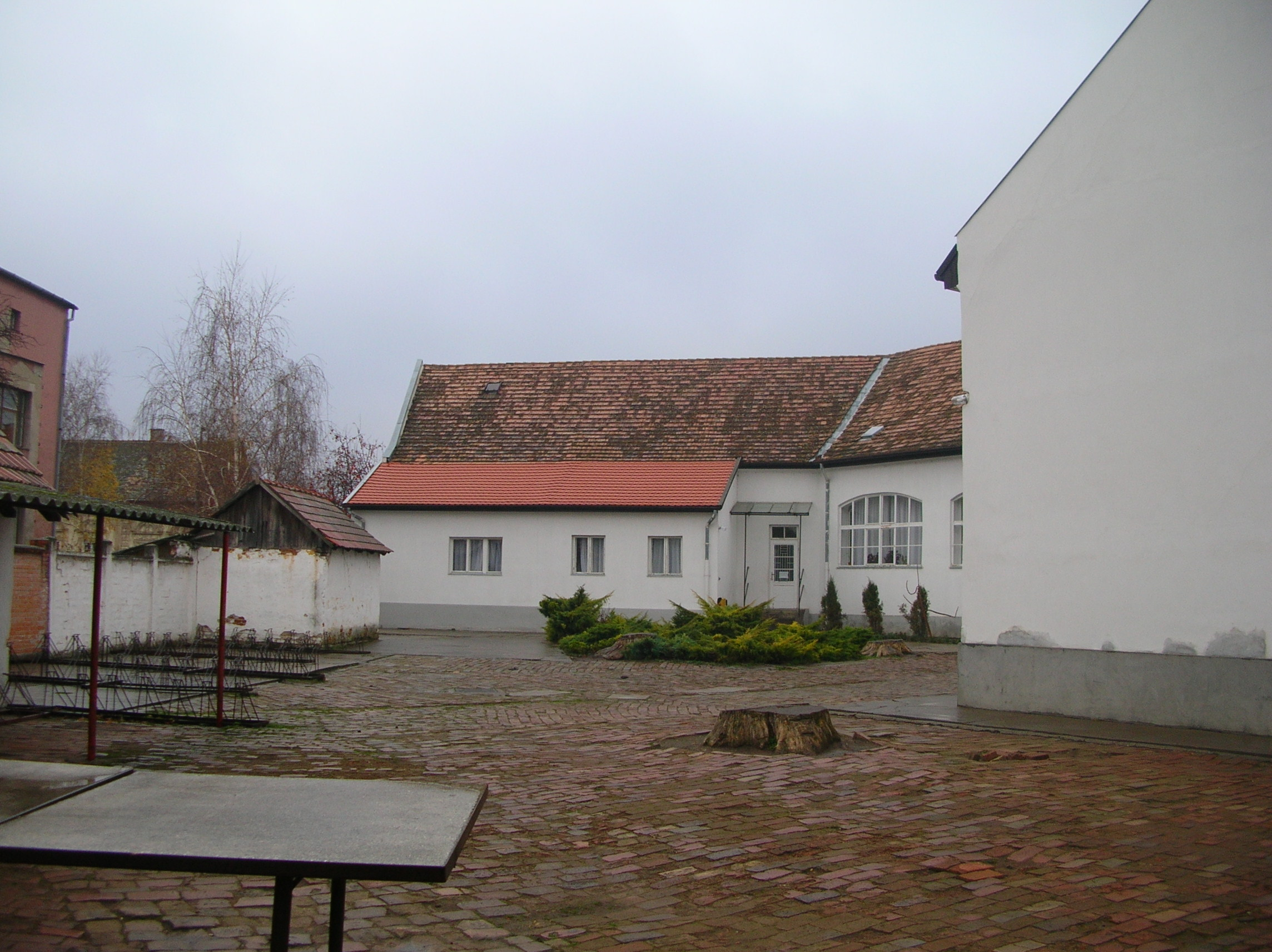
A Bartók-épület udvara, szemben a zenei épülettel (2006)

Szegedi Kis István 1545-ben alapította Makó legrégebbi iskoláját. Fenntartója a protestáns egyház volt, teológusokat képzett. Évente 30 magiszter végzett az iskolában. Ezt a szerepet 1630-ig töltötte be, amikor ezt a feladatot átvette a Debreceni Kollégium. 1686-ban azonban a törökök elpusztították az épületet. 1713-tól újra folyik oktatás területén, református és világi tudományokra egyaránt nevelik a hallgatóit. 1874 és 1881 között református gimnáziumként működik. Utána kezdi el polgári fiúiskolaként az alapszintű oktatás biztosítását. 1895-től összevonják a főgimnáziummal. Csak alapfokú oktatást 1923-tól nyújt a négy évvel később felépülő új épületében, míg a Bagolyvár épületében ettől függetlenül működik a református Bethlen internátus. 1982-ben még hozzáépítenek egy új épületet, hogy biztosítsák az oktatás szintentartását az igények növekedése ellenére.
A legnagyobb, és a legnagyobb múltra visszatekintő egysége az iskolának a Kálvin téri Református ótemplom melletti épületegyüttes. Három fő épületből áll: a Bagolyvárból, a régi épületből és az új épületből.
- A legrégebbi egysége a Bagolyvár névre hallgató, Makó legrégebbi emeletes épülete. 1812-ben kezdték építeni, nyolc év alatt készült el, akkori nevén a “Nagy Oskola”, klasszicizálódó stílusban épült. Az iskola működése alatt emeletén nyelvtantermek működtek, szakköri órákat tartottak. Földszintjén az iskola étkezdéje volt található. A pincét és a padlást tárolásra használták. Erős felújításra szorul, bár alsó szintjén külseje tatarozáson esett át a közelmúltban.

- A 80 éves ún. Régi épület, a régi Bethlen Internátus épülete ad helyet a matematika, illetve magyar szaktantermeknek, könyvtárnak, tanárinak, média- és énektermeknek. Az összevonás után a könyvtár átkerült a Bagolyvár épületébe, és ezen épület földszintjén alakították ki az egész mamutintézmény adminisztratív központját. Emellett itt található az épület kisebbik tornaterme.

- A legfiatalabb, az Új épület, 1982-ben épült. Alsóbb évfolyamok oktatása folyt az első és második emeletén. Földszintjén technika szaktantermek kaptak helyet, valamint öltözők és innen nyílt a folyosó a Kálvin épület tornaterméhez is.

A három, változatos múltú és stílusú épületet egy viszonylag nagy udvar vette közre. Az udvar területén futópálya, aszfaltozott labdarúgópálya, valamint műhely található, külön épületben.

### Bartók épület
Az egykoron Bartók Béla nevét iskolaként viselő épületrész körülbelül 200 méterre található a Kálvin téri épületrésztől, a város főútján. 1880-ban alapították, 50 évvel később Zrínyi Ilona nevét vette fel, polgári leányiskolaként. Később átnevezik Szegedi Utcai Általános Iskolára. A zenei oktatás mint profil 1958-ban jön létre, és 20 év alatt kiépül mind az öt tanszak, fokozatosan elkülönült a zenei oktatás. 1997-ben egyesítették a Kálvin épülettel. Az iskola fennállása alatt évfolyamonként 1 vagy 2 osztályt indított, emelt zenei óraszámmal. Épületében folyt a művészeti képzés is.

## Művészetoktatási szerepe

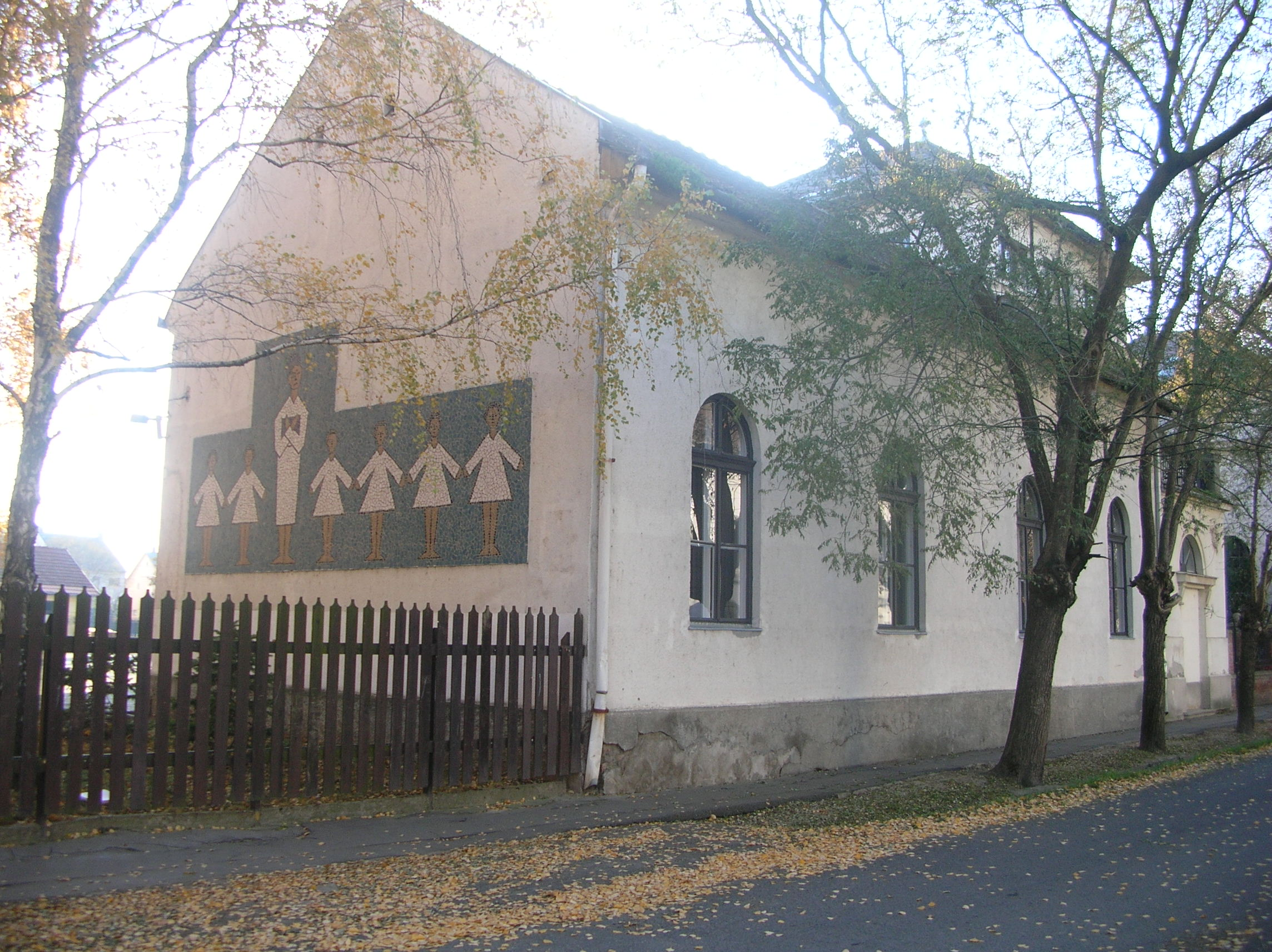
A Kálvin épület kis tornaterme

Bár a zenei és művészeti tehetségek gondozása eredetileg a Bartók épület profilja volt, a '97-ben történt egyesítés után közös feladattá vált. Helyszíne a Bartók épület területén található újabb épület, amiben a zenei képzés folyt, valamint a Bartók épület két tornaterme.
- Zenei képzés
  - Zongora tanszak: zongora és orgonaismeretek elsajátítását teszi lehetővé. 1968-ban alapították.
  - Vonós tanszak: többek között hegedű és gordonka oktatása folyt itt, napi 8 órában. Szintén 1968-ban alapították.
  - Fafúvós tanszak: 1970-ben szerveződött. A furulya alapképzésen kívül klarinét, basszusklarinét, szaxofon, oboa, fuvola valamint szopránszaxofon ismereteit oktatja
  - Rézfúvós tanszak: 1972-ben szerveződött. A tanulók kürtön, trombitán, tubán, baritonon és harsonán játszanak.
  - Ütős tanszak: a legfiatalabb mind közül, 1988-ban alapították.  Az ütőhangszerek minden válfaján gyakorolhatnak a nebulók.
  - Kórusok: az iskolában működött a Kicsinyek Kórusa és a Bartók kórus, amik hosszú évek óta mindig megszerzik Csongrád megye arany minősítését.
  - Zenekarok: A művészeti képzés részeként a Bartók Gyermek Fúvószenekar, a Bartók Ifjúsági Fúvószenekar és a Makói Szimfonikus Zenekar.

- Táncoktatás

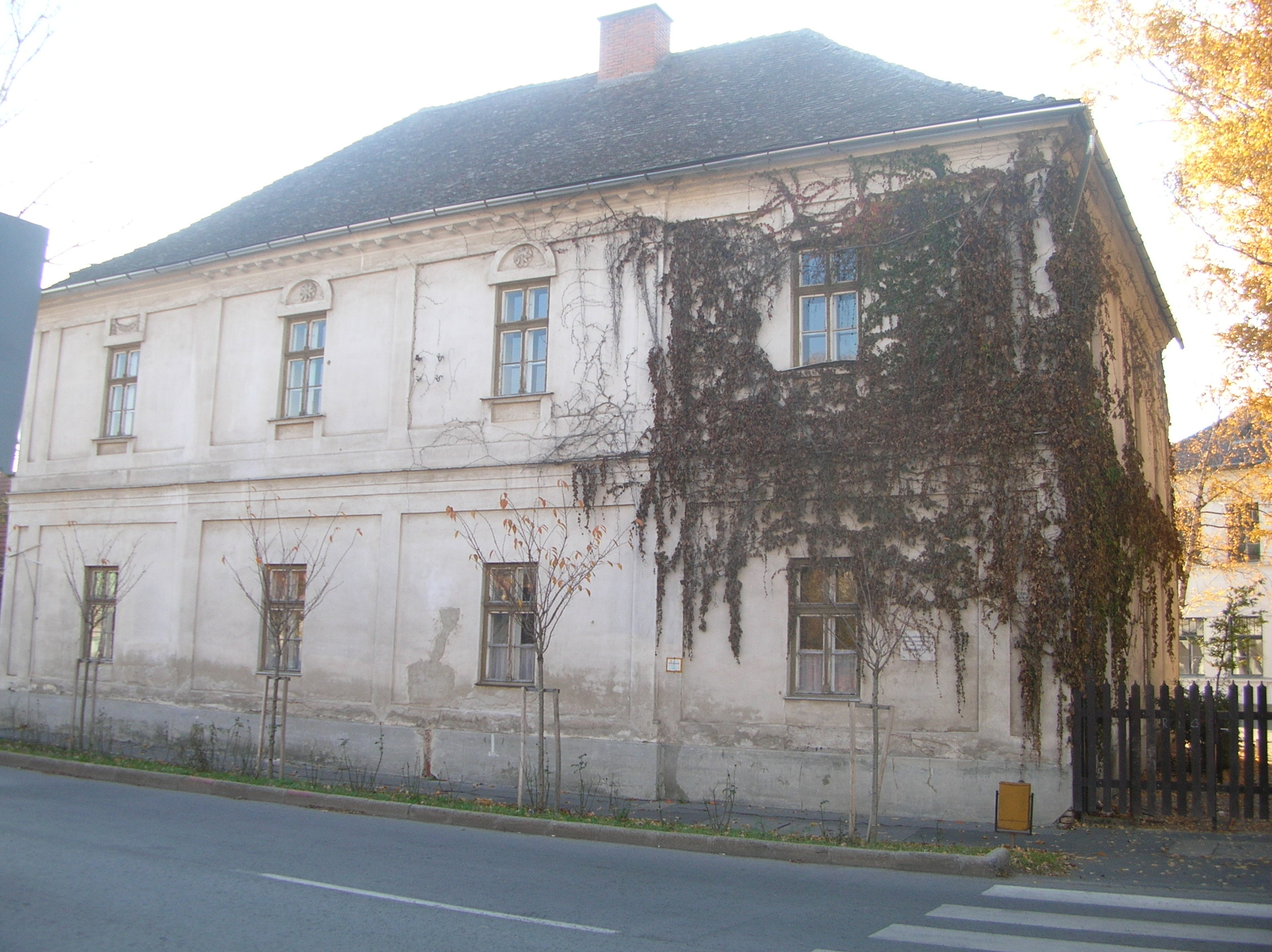
A Bagolyvár

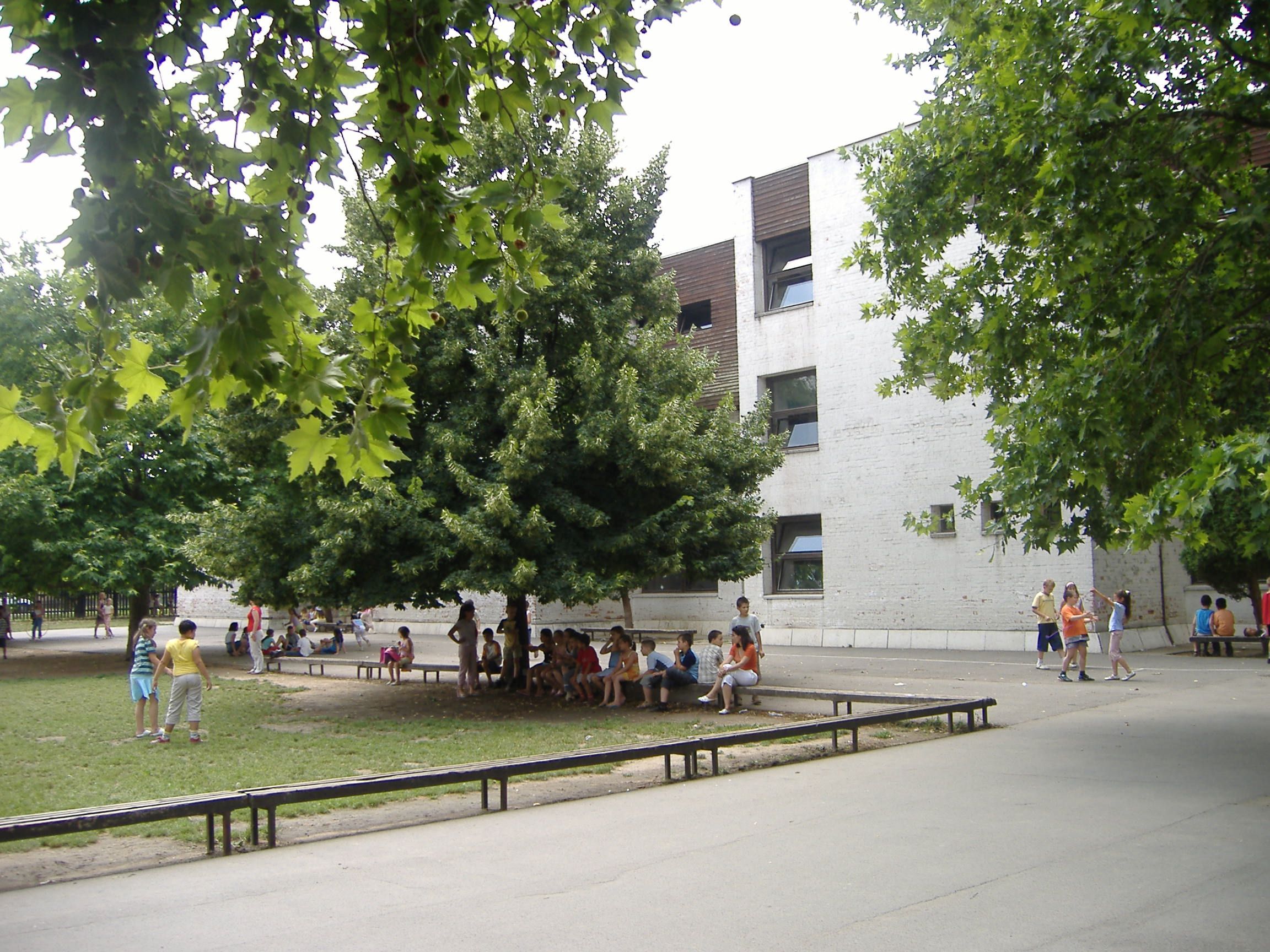
Az új épület, előtérben az iskolaudvar

  - Néptáncoktatás: Az iskola része a Maros Táncegyüttes.
  - Balett: Hosszú múltra tekint vissza a balett oktatása az iskolában. Jelenleg a Bartók épület felső, 2005-ben felújított és kibővített tornatermében gyakorolnak.

- Vizuális kultúra

A Művészetoktatási Intézmény látja el a rajz emelt szinten és szakkörként való oktatását .

## Logopédiai Intézete

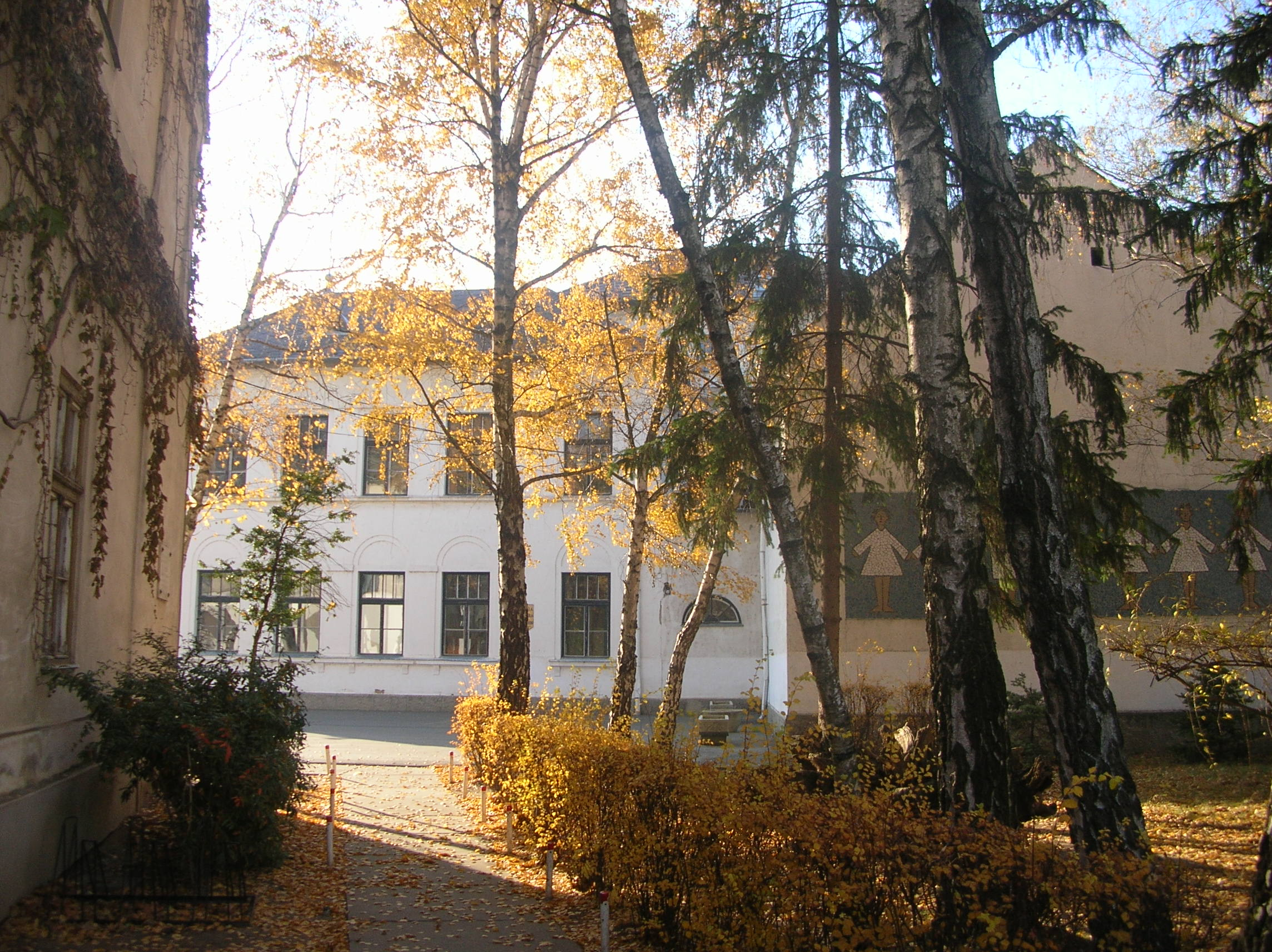
A Kálvin épület udvarának bejárata

A Kálvin épületben működött a Logopédiai Intézet. Az intézet mindenkori vezetője egyben igazgatóhelyettes is volt. A létesítmény feladataihoz tartozott, hogy a Makói kistérség területén irányítsa a gyógytestnevelést és a logopédiai ellátást. Segítette a nevelési folyamatban tartósan akadályozott tanulók integrált oktatását.

## Tagintézményei
Klárafalva, Királyhegyes és Ferencszállás területén eddig önállóan működő általános iskolákat 2005-ben beintegrálták a BÁIAMILIba. Klárafalva és Ferencszállás közigazgatási területén 1-4. osztályig volt oktatás. Királyhegyesen 1-8. osztályig volt alapfokú oktatás. Az összevonás nem járt épületcserével és a tanulóknak sem kellett osztályt, illetve iskolát változtatniuk. Az iskolák igazgatói így tagintézmény-vezetők lettek. Tevékenységük azonban a saját tagintézményükre korlátozódott. A Belvárosi Általános Iskola és Művészetek Iskolája tanárai viszont egyaránt tanítottak Makón és a tagintézményekben.

## Azonos illetve hasonló nevű iskolák Magyarországon
- Belvárosi Általános Iskola és Gimnázium (Békéscsaba)
- Belvárosi Általános Iskola (Jászberény)
- Belvárosi Általános Iskola (Kalocsa)
- Belvárosi Általános Iskola (Pécs)
- Belvárosi Általános Iskola (Szolnok)
- Belvárosi Általános Iskola (Zalaegerszeg)